# Gorbeia
 (octobre 2010).
Le mont Gorbeia est le point culminant du massif du même nom, situé dans les Montagnes basques, à cheval entre les provinces d'Alava et de Biscaye au Pays basque espagnol. Le mont Gorbeia culmine à une altitude de 1 481 mètres. C'est un lieu traditionnel de réunion pour le milieu montagnard basque et le cœur du parc naturel de Gorbeia.

## Géographie
Le sommet du mont Gorbeia marque la frontière entre le territoire biscayen et le territoire alavais. Il fait partie des cinq montagnes de Biscaye, situées dans les communes de Zuia (Alava) et Zeanuri (Biscaye). Le sommet est accessible par tous ses versants et entouré de pâturages, également utilisés pour la production de charbon et l'agriculture de montagne. Ses hêtraies et chênaies contiennent des sites préhistoriques et rappellent que ces terres sont habitées par l'homme depuis des millénaires. Ces zones, qui ont conservé une riche diversité de vie animale et végétale, ont donné naissance au parc naturel de Gorbeia et à son voisin proche, le parc naturel d'Urkiola.
Depuis 1899 une croix métallique mesurant 17,23 mètres et accessible à pied est érigée à son sommet. Cette dernière est visible à des kilomètres à la ronde. Il est de tradition le premier de l'an de faire l'ascension du mont Gorbeia pour y boire du champagne ou du cidre.
Près de la croix et de la vierge de Begoña, orientée vers la Biscaye, se trouve une boîte aux lettres où l'on peut déposer des cartes de concours de montagne. Cette boîte aux lettres a été installée en 1926 par l'Athletic Club de Bilbao.
Le 14 juin 1931, une table d'orientation en forme de prisme cylindrique de 80 centimètres de diamètre et de 1,18 mètre de hauteur a été installée. Elle indique 106 montagnes (jusqu'aux Pyrénées centrales). Ce projet de Lucio Lascaray a été entrepris en 1929. Elle a été installée par le club de montagne de Vitoria-Gasteiz. Le dessin de la plaque est d'Angel Aguirre et a été effectué dans les ateliers du Puy-de-Dôme en France.
Le sommet du mont Gorbeia abrite deux points géodésiques : l'un est la croix et l'autre est la table panoramique.

## La croix

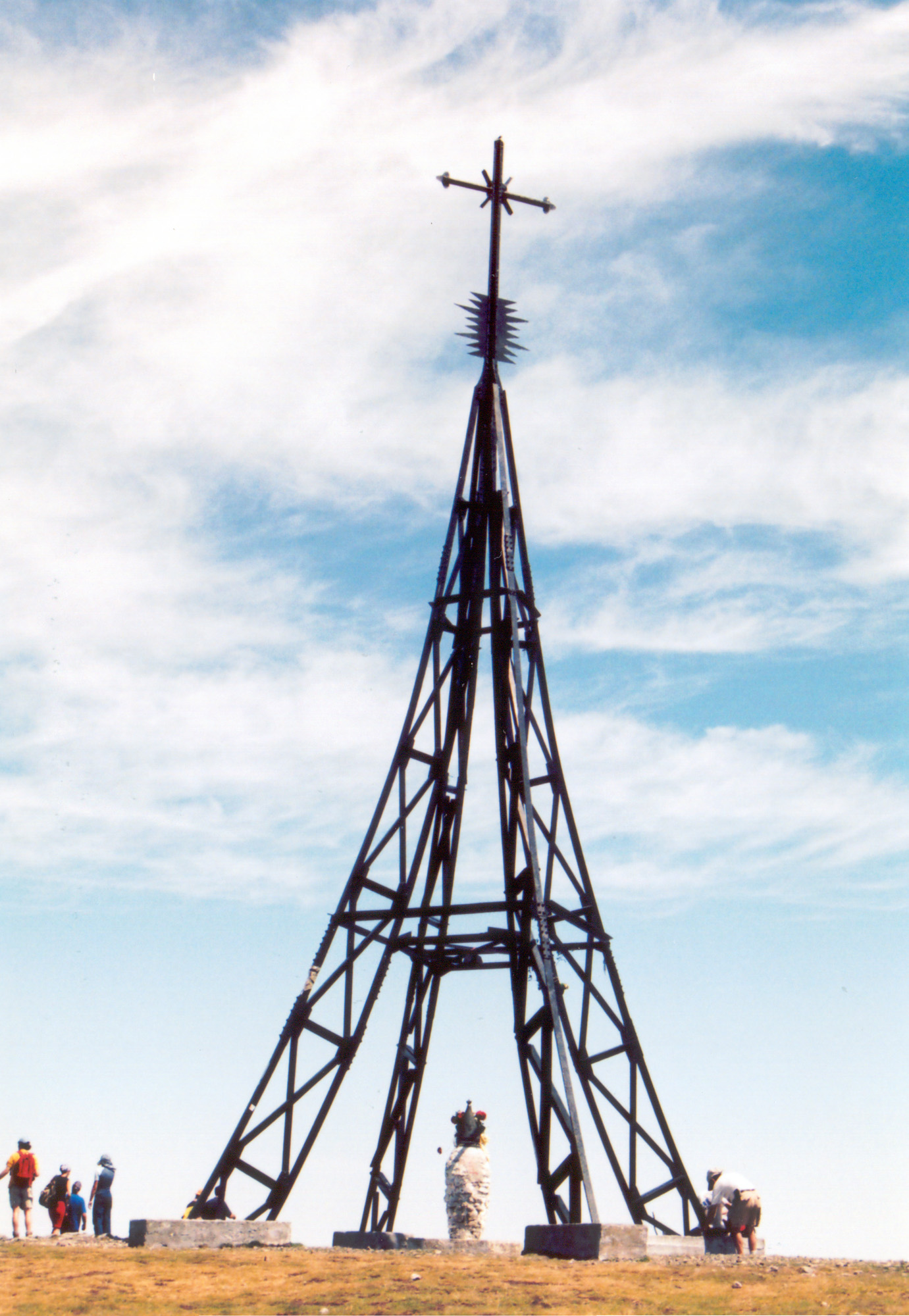
Croix du mont Gorbeia.

Dans les années 1899, le pape Léon XIII a demandé à ériger des croix sur tous les sommets des montagnes les plus élevées de la chrétienté, marquant ainsi l'entrée du nouveau XXe siècle. Comme cette demande ne pouvait échapper au catholicisme des Basques, Léon XIII a demandé que se constituent des commissions pour promouvoir et organiser ces projets.
La commission basque, organisée par le curé de Zeanuri, Juan Bartolomé de Alcibar, et présidée par l'archiprêtre de Zigoitia, José María de Urratxa, décide d'ériger une grande croix dans la montagne la plus haute, sur le sommet du mont Gorbeia, sur la colline de Gorbeiagana. L'architecte Casto de Zabala a été chargé de ces quatre projets.

### La première croix
Il est décidé d'élever une croix de 33,33 mètres de hauteur sur 14,5 mètres, l'aspa horizontale était à 27 m de hauteur. Le 16 juin 1901, le creusement des fondations est débuté alors qu'initialement l’inauguration était prévue pour l'année 1900.
Cette croix a été construite à Lutxana dans les ateliers de Serapio Goikoetxea (maire de Barakaldo à cette époque). Des ateliers, qui étaient face à la gare de chemin de fer, elle sera transportée en train jusqu'à Izarra. De là, en charrette, les habitants de Zarate la porteront au sommet dans un voyage qui durera 14 heures.
Le budget est de 50 000 pesetas (300,50 euros d'aujourd'hui) qui se collectent en souscription populaire. Le bulletin du diocèse de Vitoria-Gasteiz de 1901, en fait référence :
« […] Pour le réaliser, la Commission qui souscrit, comptant, évidemment avec ce démarrage viril et toujours généreux des Basques, portent insuffler dans leur esprit et dans leur sang le cri Aurrera, c'est-à-dire, toujours en avant et une détermination pour tout ce qui est bon et grandiose, va aux fils de Biscaye et d'Alava, les invitant à contribuer de leur obole pour l'érection d'une colossale croix de fer, dont l'étude est déjà réalisée et qui doit être d'une taille plus grande ou moins grande, 33 mètres ou moins, selon l'importance des dons ».
Le monument est inauguré le 12 novembre 1901. Les bergers des champs du mont Gorbeia qui sont allés à l'inauguration de la croix ont prédit qu'elle ne tiendrait pas longtemps debout, et ils ne se sont pas trompés. Le 12 du mois suivant, le monument tomba au sol.

### La seconde croix
Reconstruite de nouveau, quelque temps après, une croix aussi grande que la première (durant la première année de sa construction elle atteindra 25 mètres). Et vingt deux mois plus tard, la nouvelle croix est inaugurée. Le 1er octobre 1903, cette dernière est bénite avec des eaux du Jourdain.
Le 12 février 1906, un ouragan renverse de nouveau la croix.
Le curé de Zeanuri a alors souhaité que ce travail soit plus que l'édification d'une simple croix. Il a commenté l'ensemble du projet dans le bulletin de l'évêché de Vitoria-Gasteiz :
« Pour compléter le projet il manque encore certains détails qui consistent en une petite chapelle dans l'espace de dix mètres qui va de colonne à colonne, entre les quatre doubles qui servent de base, dont la serrure ferait quatre grandes plaques de fer avec des inscriptions en plusieurs langues, et en plaçant à intérieur une image du Sacré-Cœur de Jésus. Peut-être, apparaîtra une certaine âme généreuse qui avec un esprit de piété, fera don des ressources pour ces détails, et indubitablement favorisera la dévotion à la croix monumentale de Gorbeia ».

### La troisième croix, l'actuelle
Édifiée en 1907, la troisième croix possède une hauteur de 17,23 mètres et une structure qui rappelle la tour Eiffel.

### Chanson populaire
Couplet extrait de l'arrangement de la chanson populaire - copla - Luciano y Clara du poète et compositeur espagnol Ruperto Urquijo Maruri :
Dans la montagne de Gorbeia

au sommet, il y a une Croix,

gardant des villages

de tout Arratia de marche tu es toi.
Le soleil de l'aube

là d'abord il illumine généralement

et moi pensant à Clara

en veillant les brebis je me mets à chanter

## Ascensions
Les itinéraires sont nombreux et accessibles depuis tous les versants pour accéder à son sommet.
Depuis Pagomakurre
Utilisée par les biscaïens, elle est très confortable et agréable. Laisser la voiture à Pagomakurre (883 mètres) puis prendre une large piste qui mène aux champs d'Arraba où on entre par le passage appelé Arrabakoate (1 073 mètres). Traverser ces champs pour atteindre à côté du refuge d'Elorria. Continuer en direction sud-ouest et passer sous le rocher de Gatzarrieta et traversant la cuenca d'Egiriñao par le large passage d'Aldape en arrivant à l'ermitage de la Virgen de las Nieves (Vierge des Neiges) et à son refuge proche. Monter entre quelques pierres jusqu'au col d'Aldaminoste (1 321 mètres) qu'il faut laisser à gauche, très près du sommet de l'Aldamin (1 378 mètres) et à droite se dresse la montagne du Gorbeia avec sa croix sur le sommet. Monter le flanc pour arriver au sommet.
Depuis Zarate
C'est l'itinéraire qui a été suivi pour monter la croix par les porteurs. Depuis Zarate (730 mètres), suivre une piste qui laisse à gauche le Llana (866 mètres) pour atteindre les cols de Lezaldia (845 mètres) et Errentigarran (834 mètres). Laisser à droite le promontoire d'Alpartzahar (956 mètres) en arrivant à Iturrikiano Mugarria (943 mètres). Laisser Araza en arrivant à Sakutuko arratea (1 108 mètres). Aller au refuge de Pagazuri en traversant la hêtraie. Suivre le chemin entre les collines Pagazuri et Arroriano et l'on se trouve sur la colline où s'élève la croix qu'il faudra appréhender par la gauche.
Par les barrages
Depuis les barrages de Murua (683 mètres) suivre le cours de la rivière Zubialde par la route jusqu'aux carrières transformées en zone de détente. À partir d'ici une alternative ;
- Par le chemin de Murua, monter vers la colline de Gonga jusqu'à atteindre la zone appelée Sekelekularreko landa puis suivre le chemin qui vient de Zarate.
- Par le chemin d'Eguillolarra monter sous la ligne de crête et passer au-dessus des grottes pour atteindre les cabanes d'Eguillolarra (1 205 mètres) dans le versant est d'Arroriano (1 343 mètres). Poursuivre jusqu'au col que forment les collines de Gorbeia et d'Arroriano. Monter la colline du Gorbeia jusqu'à la croix.

Depuis Barazar
Depuis le col de Barazar, sur la N-240 (605 mètres), par le chemin qui mène à Saldropo pour arriver au refuge d'Arteane (624 mètres). Bifurquer à droite juste après avoir passé le refuge et dans un croisement, suivre sur la gauche jusqu'à la paroi rocheuse d'Atxuri (936 mètres). Via la paroi d'Atxuripe arriver au passage d'Atxuri (917 mètres) et un sentier arriver à Agiñalde (903 mètres). Laisser à droite les cabanes de Zenigorta et Larragoien (1 003 mètres) se diriger vars le passage de Dulau (1 136 mètres), passer le canyon suivant où il faut prendre la forte pente du chemin de Dulau pour arriver au col d'Aldamiñoste, et de là au sommet.
Depuis Ubide
Il faut remonter le canyon de Zubizola jusqu'à Agiñalde (903 mètres), puis poursuivre jusqu'au col de Dulau (1 136 mètres) et de là vers celui d'Aldamilñoste (1 321 mètres). Enfin, grimper vers la croix.
Depuis Sarria
Partir depuis le Centre d'interprétation du parc naturel de Gorbeia et continuer par le chemin de Zaldibartxo en affranchissant la rivière Baias deux fois pour arriver à la montée finale vers la croix.
Temps d'accès :
- Pagomakurre (1 h 45 min) ;
- Sarria (2 h 45 min, par Baias) ;
- Zarate (1 h 45 min) ;
- Murua (1 h 45 min) ;
- Altube (4 h) ;
- Baranbio (4 h 30 min) ;
- Ubide (2 h 45 min).